# Clonia (amazzone)

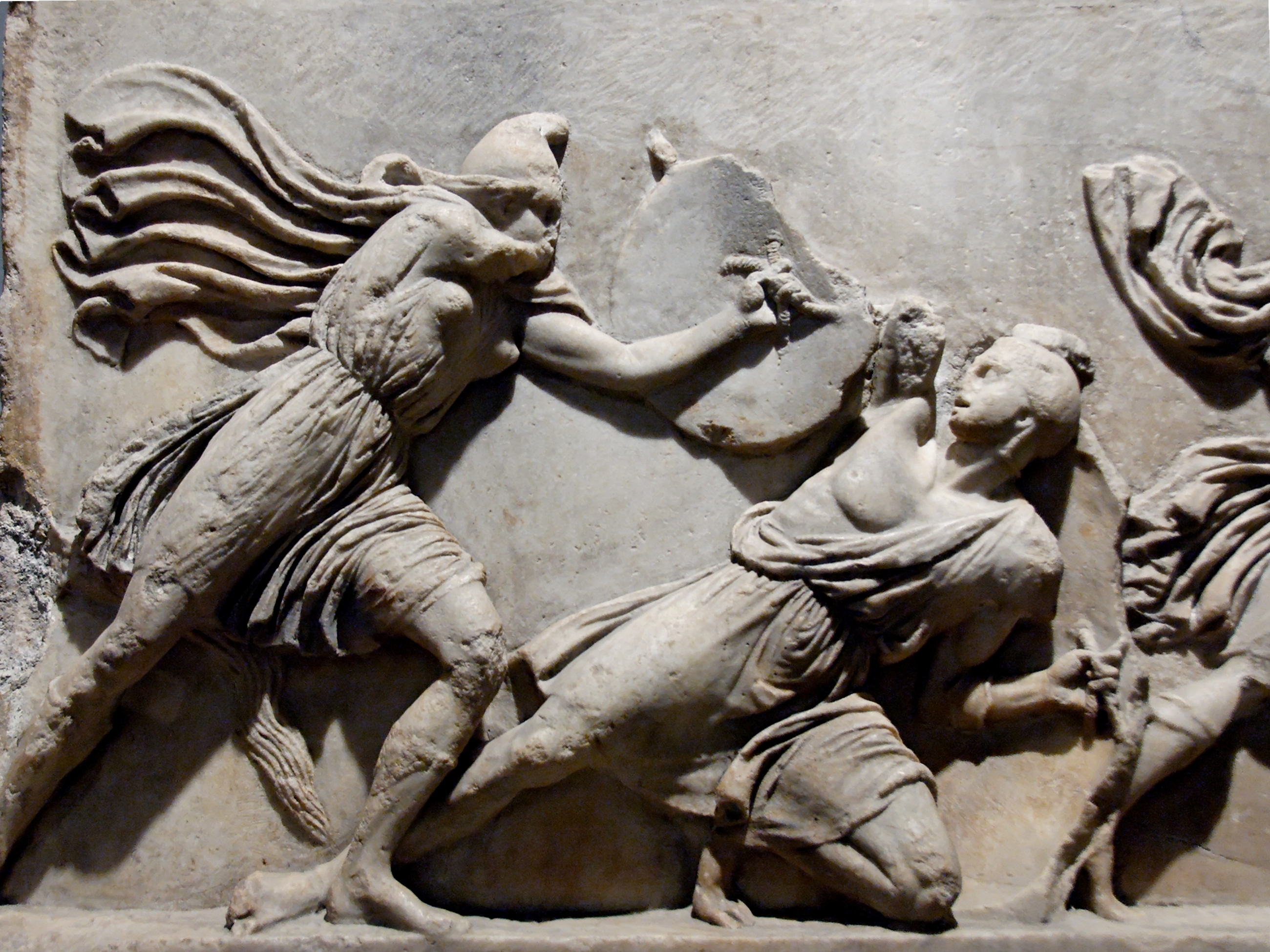
Guerriero acheo (Podarce?) sconfigge un'amazzone (Clonia?), lastra dal fregio del mausoleo di Alicarnasso, IV secolo a.C., Londra, British Museum

Nella mitologia greca, Clonia (in greco antico: Κλονία) è un'amazzone, il popolo di donne guerriere, discendenti dal dio Ares e dalla ninfa Armonia, le quali abitavano il nord dell'Asia Minore.

Clonia appare, nel poema di Quinto Smirneo, come una delle dodici Amazzoni che facevano parte del contingente, guidato dalla regina Pentesilea, giunto in soccorso a Priamo, nella guerra di Troia.

## Il mito

### Arrivo a Troia
Insieme alle altre sue compagne, Clonia figura tra i più preziosi alleati dei Troiani, agli ordini della valorosa regina Amazzone, Pentesilea. Essa viene ricordata nell'elenco delle Amazzoni all'inizio del primo libro del Posthomerica:
(Quinto Smirneo, Posthomerica, libro I, versi 42-47.)

### Combattimenti nella guerra
Trascorso un certo tempo presso la città di Troia, per ristorarsi e rinvigorirsi prima della nuova battaglia, tutte le Amazzoni, sotto il comando di Pentesilea si diressero verso il campo di battaglia per affrontare gli avversari Achei. La prima ad avventarsi sui nemici fu la stessa regina, la quale massacrò uno dopo l'altro sette guerrieri avversari. Dopo di lei, fu l'Amazzone Derinoe ad attaccare, uccidendo il prode Laogono.
Clonia si gettò dunque sui nemici, e con la sua lancia trafisse Menippo, un valoroso guerriero di Filace, intimo amico di Protesilao, l'eroe acheo che morì dieci anni prima per mano di Ettore.
(Quinto Smirneo, Posthomerica, libro I, versi 230-233.)
Alla vista dell'amico morto, Podarce, fratello di Protesilao, balzò sull'Amazzone e la trafisse con la lancia. Colpita a morte, Clonia cadde a terra in un lago di sangue, mentre le sue viscere si spargevano a terra.

Ma Pentesilea, accortasi della morte della compagna, si vendicò a sua volte e scagliò la lancia su Podarce, trafiggendogli il braccio destro. L'eroe precipitò anch'esso a terra, ululante di dolore, e, dopo pochi minuti, spirò a causa della grave perdita di sangue. Non appena gli uomini di Filace videro il loro capitano ucciso, si diedero alla fuga.